# Skull and Bones

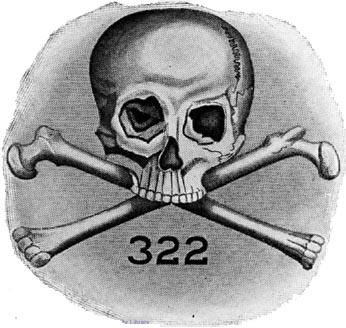
Simbolul societății secrete Skull and Bones constă dintr-un cap de mort, împreună cu numărul 322. Conform unei teorii, 322 simbolizează anul când societatea a fost înființată (în 1832) și indică faptul că această societate reprezintă al doilea capitol din istoria unei societăți secrete din Germania, presupusă a fi Iluminații.

Skull and Bones (în traducere: Craniu și Oase) este o societate secretă de la Universitatea Yale din New Haven, Connecticut, Statele Unite ale Americii.
Președintele american George H. W. Bush, fiul său, președintele George W. Bush și contracandidatul acestuia din urmă la alegerile prezidențiale din 2004, senatorul John Kerry, sunt toți presupuși membrii ai Skull and Bones.
Teorii conspiraționiste despre Skull & Bones sunt aproape la fel de vechi ca și societatea în sine, scrie în revista Time. Grupul a fost acuzat pentru orice, de la crearea bombei nucleare până la asasinarea lui Kennedy.

## Istoria

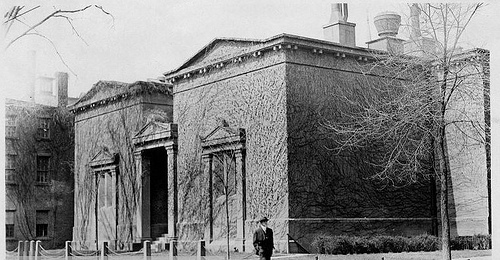
Sediul Skull and Bones la începutul secolului XX.

Skull and Bones a fost fondată în 1832 după o dispută între societățile de la Yale, Linonia, Brothers in Unity și Calliope, în timpul sezonului premiilor Phi Beta Kappa; numele său original a fost "the Order of Skull and Bones."
Referitor la originile și istoria acestei societăți secrete au apărut o serie de relatări contradictorii în mod intenționat. Potrivit uneia dintre versiuni, Ordinul a provenit dintr-o grupare francmasonică engleză sau scoțiană înființată prima dată la All Souls College de la Universitatea Oxford în cursul secolului al XVII-lea. O altă versiune este aceea că s-a desprins din societățile secrete naționaliste germane de la începutul secolului al XIX-lea. Cea de-a treia explicație ar fi că Skull & Bones este singura instituție americană care a adoptat câteva dintre ritualurile francmasoneriei europene, adaptând însă aceste ritualuri și credințe într-o formă nouă.
Oficial, el a fost înregistrat abia în 1856, sub denumirea de Russel Trust Association. Familiile fondatoare ale Ordinului Skull & Bones includeau și familiile Russell și Perkins. 
Singura fracțiune Skull and Bones creată în afara Universității Yale a fost o fracțiune la Universitatea Wesleyan în 1870. Această fracțiune , the Beta of Skull & Bones a devenit independentă în 1872 într-o disputa de a controla crearea de fracțiuni suplimentare; the Beta Chapter s-a auto-reconstituit ca Theta Nu Epsilon. 
Societatea secretă Skull & Bones era cunoscută inițial ca „Frăția Morții” având o asociere conspirativă cu alte trei societăți care au fost înființate în alte trei locații ale universității: Scroll and Key, Wolf's Head, Book and Snake. Numărul 322, care apare sub craniul și oasele încrucișate de pe emblema ordinului, se crede că indică anul înființării acestuia - 1832 - și faptul că este a doua lojă în cadrul unui sistem. Celelalte colegii de elită din Liga Ivy – Harvard și Princeton – au societăți secrete exclusive, similare. 
Există un grup de bază format din 20-30 de familii care formează nucleul Ordinului. Printre aceste familii proeminente se află: Whitney, Lord, Phelps, Wadsworth, Allen, Bundy, Adams, Stimson, Taft, Gilman, Harriman, Rockefeller, Payne, Davison, Pillsbury și Weyerhauser and Relemes

## Selecția și inițierea membrilor
Skull and Bones selectează membri noi în fiecare primăvară, în timpul "Tap Day" desfășurată la Universitatea Yale; ziua cea mai recentă "Tap Day" a avut loc la 15 aprilie 2010. Pentru a fi inițiat în Skull an Bones, se realizează un ritual de selecție, denumit “tapping” (străpungere). În fiecare an, Skull and Bones selectează cincisprezece bărbați și femei, din clasa juniori care să se alăture societății. Skull and Bones adună în rândurile sale pe cei sunt văzuți ca niște lideri de campus și alte figuri notabile.
Printre criteriile de selecție se numără și Three Ordeals (trei încercări – ordalii). Aceste ordalii au scopul de a verifica abilitatea viitorului Bonesman de a succede în lumea din afara campusului universitar.
Ritualurile de inițiere ale Ordinului sunt foarte mult asemănătoare cu ritualurile folosite de către lojile francmasonice scoțiene și engleze.
Membrii Skull and Bones se întâlnesc în fiecare joi și duminica într-un loc numit The Tomb (Mormântul). Numele membrilor nu au fost ținute secrete până în anul 1970, dar ritualurile au fost întodeauna confidențiale.
Înăuntrul criptei Skull & Bones, cunoscută de asemenea sub numele The Tomb și la care se fac referințe ca fiind camera sacră cu numărul 322, pe peretele curbat, în jurul arcadei de la intrare este înscris în germană: “Cine a fost nebunul, cine a fost înțeleptul, cerșetorul sau regele? Săraci sau bogați, cu toții sunt la fel în fața morții!”
Skull and Bones a dezvoltat o reputație că membrii săi reprezintă Elita Puterii. Consilierul economic al lui Barack Obama, Austan Goolsbee a fost inițiat în club în 1991, în același an când s-a permis accesul femeilor în această societate.

## Listă de membri
De la înființarea sa, Skull and Bones a inițiat doar circa 1.200 de membri. În orice moment, sunt în viață 600 de membri ai Ordinului. 

### Fondatorii

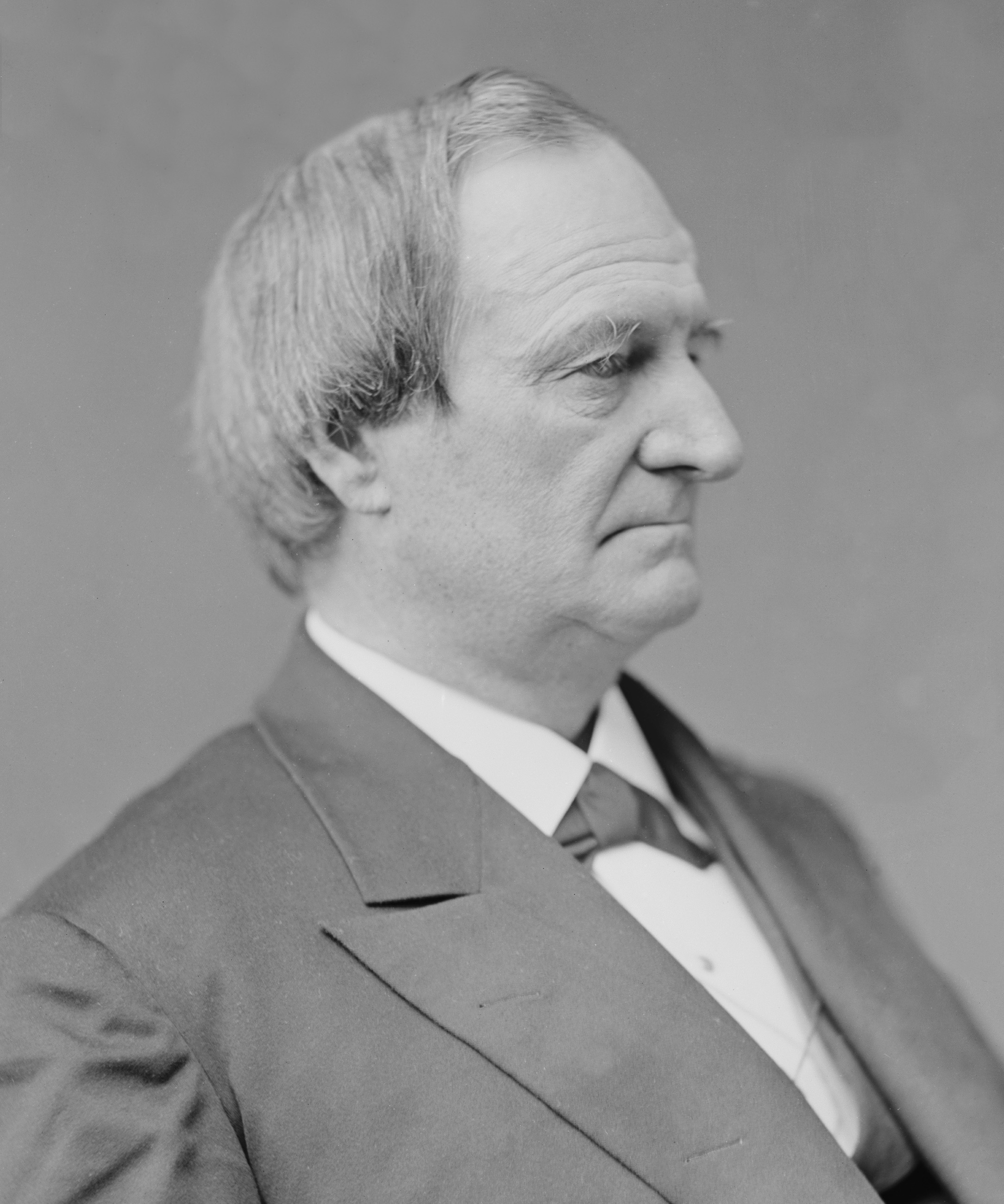
Alphonso Taft

- William Huntington Russell (1832), Legiuitorul de stat în Connecticut[12]
- Alphonso Taft (1832), Ministrul justiției (1876–1877); Ministru de război al Statelor Unite ale Americii(1876); Ambasador în Austro-Ungaria (1882) și Rusia (1884–1885); tatăl lui William Howard Taft[12]

#### Anii 1830
- Morrison R. Waite (1837), Șeful Justiției la Curtea Supremă a SUA[13]
- William M. Evarts (1837), Secretar de stat american ; Ministru de justiție; Senator; nepotul lui Roger Sherman[14][15]

#### Anii 1840
- Timothy Dwight V (1849), Trezorier la Yale 1887–1889, președinte la Yale 1886–1899[16]

#### Anii 1850
- Daniel Coit Gilman (1852), președinte Universitatea California, Universitatea Johns Hopkins și Instituția Carnegie; co-fondator Russell Trust Association[17]
- Andrew Dickson White (1853), co-fondator și primul președinte Universitatea Cornell[18]
- Chauncey Depew (1855), Senator american (R-New York 1899–1911)[19]

#### Anii 1860
- Simeon Eben Baldwin (1861), guvernator și șeful justiției statul Connecticut; fiul lui Roger Sherman Baldwin[20]
- Franklin MacVeagh (1862), Secretarul american al Trezoreriei[21]

#### Anii 1870

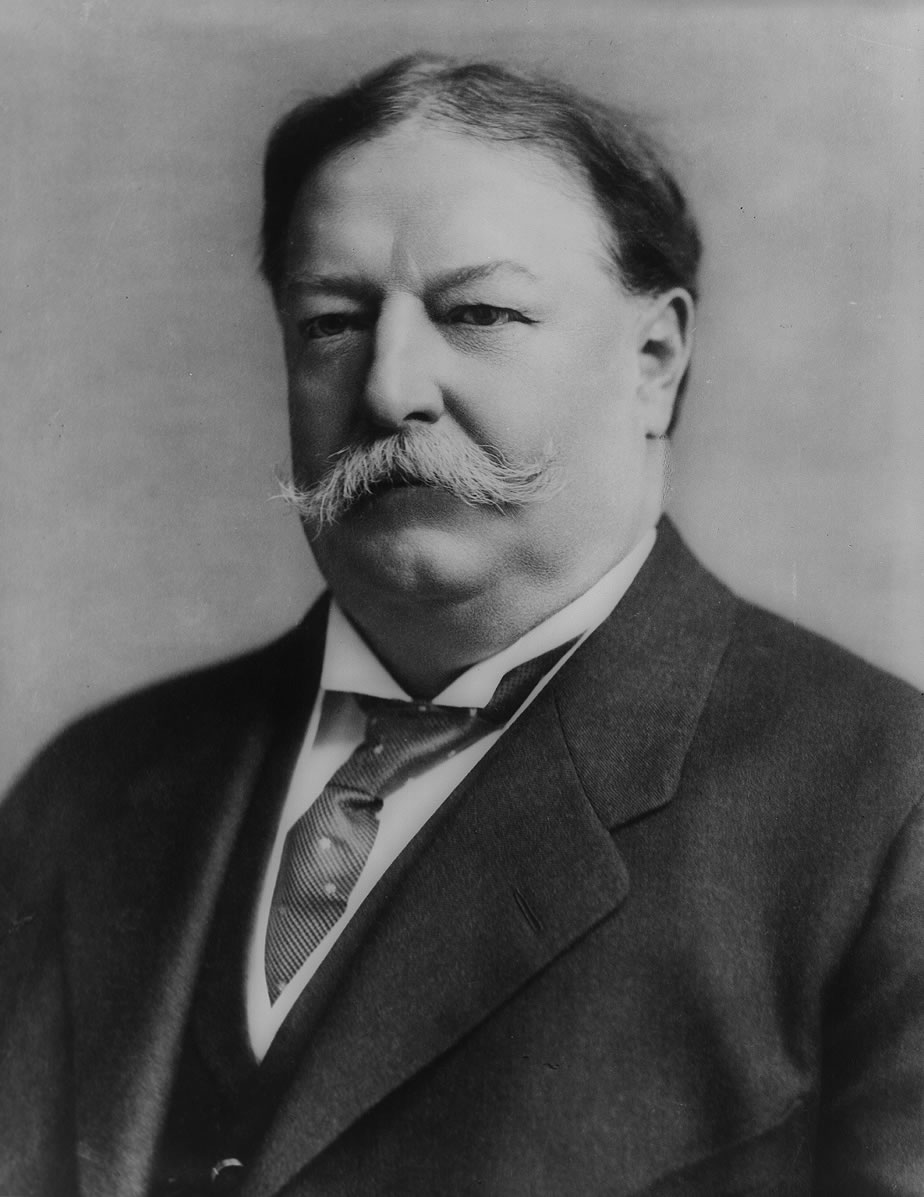
William Howard Taft (Bones 1878), fiul co-fondatorului societății și primul dintre cei trei Bonesman care au devenit președinți ai Statelor Unite

- William H. Welch (1870), decan al Universității Johns Hopkins, Școala de MedicinĂ[22]
- Arthur T. Hadley (1876), Președinte Yale1899-1921[23]
- William Howard Taft (1878), al 27-lea președinte al SUA; Șeful Curții Supreme din Statele Unite; Secretar de război; fiul lui Alphonso Taft[21]

#### Anii 1880
- Walter Camp (1880), fondator al fotbalului american[24]
- Benjamin Brewster (1882), a fost episcop în Dioceza Maine și episcop misionar în Dioceza Western Colorado.
- Amos Alonzo Stagg (1888), antrenor al Colegiului de fotbal Hall of Fame[25][26]
- Henry L. Stimson (1888), Ministru de război al Statelor Unite ale Americii[27]
- George Washington Woodruff (1889), antrenor de fotbal la Colegiul Hall of Fame, Secretar de stat interimar de Interne[22]
- Gifford Pinchot (1889), primul șef al U.S. Forest Service[28]

#### Anii 1890
- Henry S. Graves (1892) co-founder and first Dean, Yale School of Forestry, 2nd chief, U.S. Forest Service, founding member & 4thpresident Society of American Foresters[29]
- Pierre Jay (1892), first chairman of the Federal Reserve Bank of New York[30]
- Henry Sloane Coffin, president of the Union Theological Seminary[31]
- Harry Payne Whitney (1894), husband of Gertrude Vanderbilt Whitney; investment banker[32]
- Amos Pinchot (1897), progressive leader[33]

#### Anii 1900
- Ashley Day Leavitt (1900), Congregational minister, Harvard Congregational Church, Brookline, Massachusetts, frequent lecturer and public speaker
- John Magee (1906), Chaplain at Yale, documenter of Japanese atrocities during the Rape of Nanking, assistant rector at St. John's Episcopal Church, Lafayette Square (Washington, D.C.), father of High Flight poet John Gillespie Magee, Jr. [34]
- Percy Rockefeller (1900), director of Brown Brothers Harriman, Standard Oil, and Remington Arms[35]
- Charles Seymour (1908), President of Yale 1937–1951[36]

#### Anii 1910

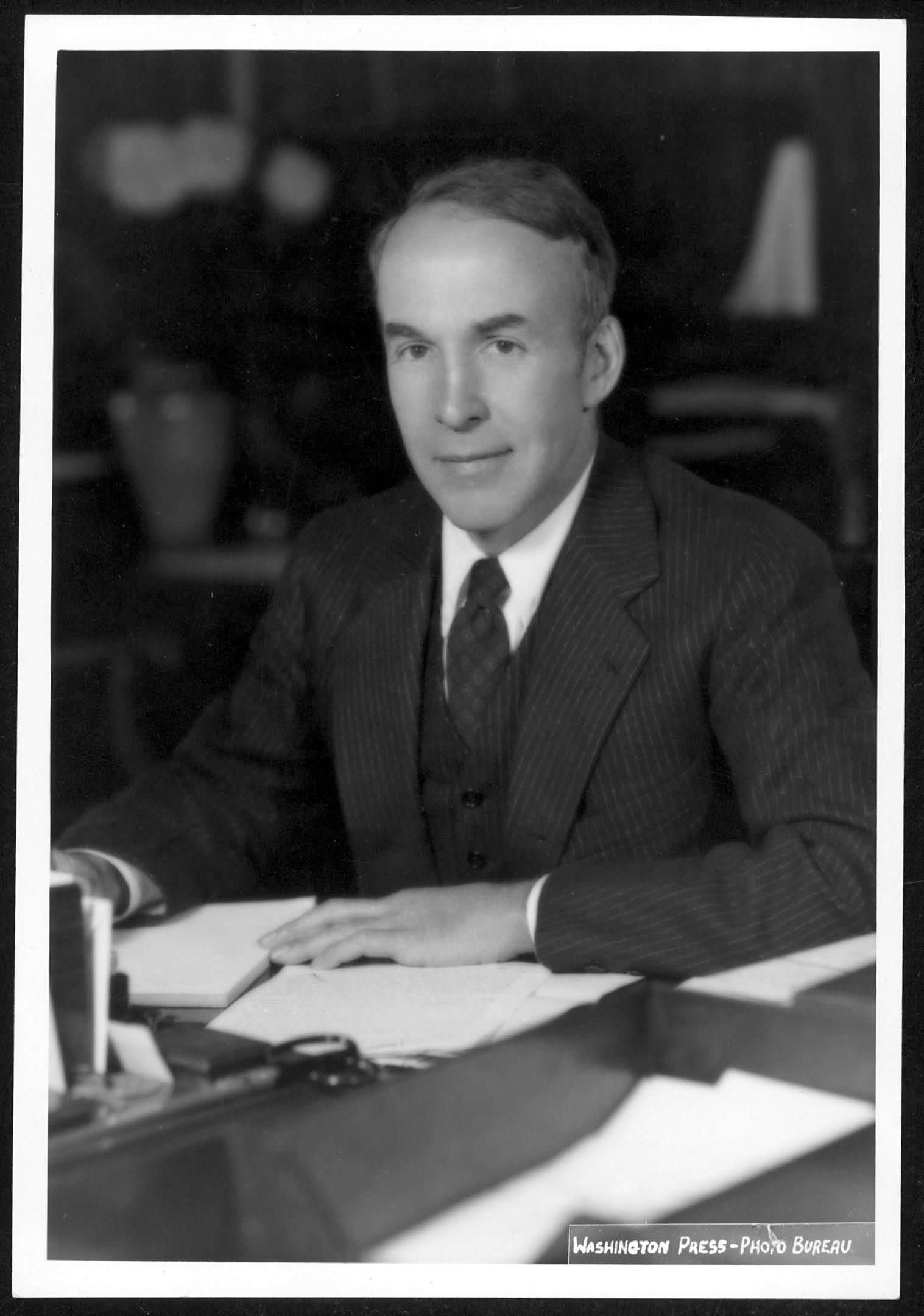
Archibald MacLiesh (Bones 1915), poet, diplomat, three-time Pulitzer Prize winner, and Librarian of Congress

Senator Prescott Bush (Bones 1916) has long been rumored to have played a role in Skull and Bones' alleged theft of the skull of Native American leader Geronimo

- George L. Harrison (1910), banker; President of the Federal Reserve Bank of New York, former Chairman of the board of New York Life Insurance Co., and special consultant to fellow Bonesman, Henry L. Stimson.[38][39]
- Robert A. Taft (1910), U.S. Senator (R-Ohio 1939–1953)[25][38]
- Averell Harriman (1913), businessman - founding partner in Harriman Brothers & Company and later Brown Brothers Harriman & Co.; U.S. Ambassador and Secretary of Commerce; Governor of New York; Chairman and CEO of the Union Pacific Railroad, Brown Brothers & Harriman, and the Southern Pacific Railroad[40]
- Archibald MacLeish (1915), poet and diplomat[41]
- Donald Ogden Stewart (1916), author and screenwriter, Academy Award winner for The Philadelphia Story[31]
- Prescott Bush (1916), businessman - founding partner in Brown Brothers Harriman & Co.; U.S. Senator (R-Connecticut 1952–1963), Father of George H. W. Bush, grandfather of George W. Bush[42]
- H. Neil Mallon (1917), CEO of Dresser Industries [43]
- F. Trubee Davison (1918), Director of Personnel at the CIA[44][45][46]
- Robert A. Lovett (1918), US Secretary of Defense[47][48]

#### Anii 1920
- Briton Hadden (1920), co-founder of Time-Life Enterprises[49]
- Henry Luce (1920), co-founder of Time-Life Enterprises [50]
- John Sherman Cooper (1923), U.S. Senator (R-Kentucky 1946–1949, 1952–1973); member of the Warren Commission
- Russell Davenport (1923), editor of Fortune magazine; created Fortune 500 list[51]
- F. O. Matthiessen, historian, literary critic[25]
- George Herbert Walker, Jr. (1927), financier and co-founder of the New York Mets; uncle to President George Herbert Walker Bush[52]

#### Anii 1930
- H. J. Heinz II (1931), Heir to H. J. Heinz Company; father of H. John Heinz III[53]
- Jonathan Brewster Bingham (1936), U.S. Representative (D-New York)[19]
- Potter Stewart (1936), U.S. Supreme Court Justice[54]
- William P. Bundy (1939), State Department liaison for the Bay of Pigs invasion, brother of McGeorge Bundy[55]

#### Anii 1940
- McGeorge Bundy (1940), Special Assistant for National Security Affairs; National Security Advisor; Professor of History, brother of William Bundy [56]
- William Sloane Coffin, clergyman and peace activist[57]
- James L. Buckley (1944), U.S. Senator (R-New York 1971–1977) and brother of William F. Buckley, Jr.[58][59][60]
- John Chafee (1947), U.S. Senator; Secretary of the Navy and Governor of Rhode Island; father of Lincoln Chafee[61]
- George H. W. Bush (1948), 41st President of the United States; 11th Director of Central Intelligence; son of Prescott Bush; father of George W. Bush; his Skull and Bones nickname was "Magog"[62]

#### Anii 1950
- Evan G. Galbraith (1950), ambasador SUA în Franța; director la Morgan Stanley[63][64]
- William F. Buckley, Jr. (1950), founder of National Review,[65] former CIA officer.
- William Henry Draper III (1950), Chair of United Nations Development Programme and Export-Import Bank of the United States[66]
- William H. Donaldson (1953), appointed chairman of the U.S. Securities and Exchange Commission by George W. Bush; founding dean of Yale School of Management; co-founder of DLJ investment firm [67][68]
- David McCullough (1955), U.S. historian; two-time Pulitzer Prize winner[31]
- R. Inslee Clark, Jr. (1957), former Director of Undergraduate Admissions for Yale College; former Headmaster of Horace Mann School[69]
- Winston Lord (1959), președinte al Council on Foreign Relations; Ambasador în China; Asistent Secretar de stat [64][70]

#### Anii 1960

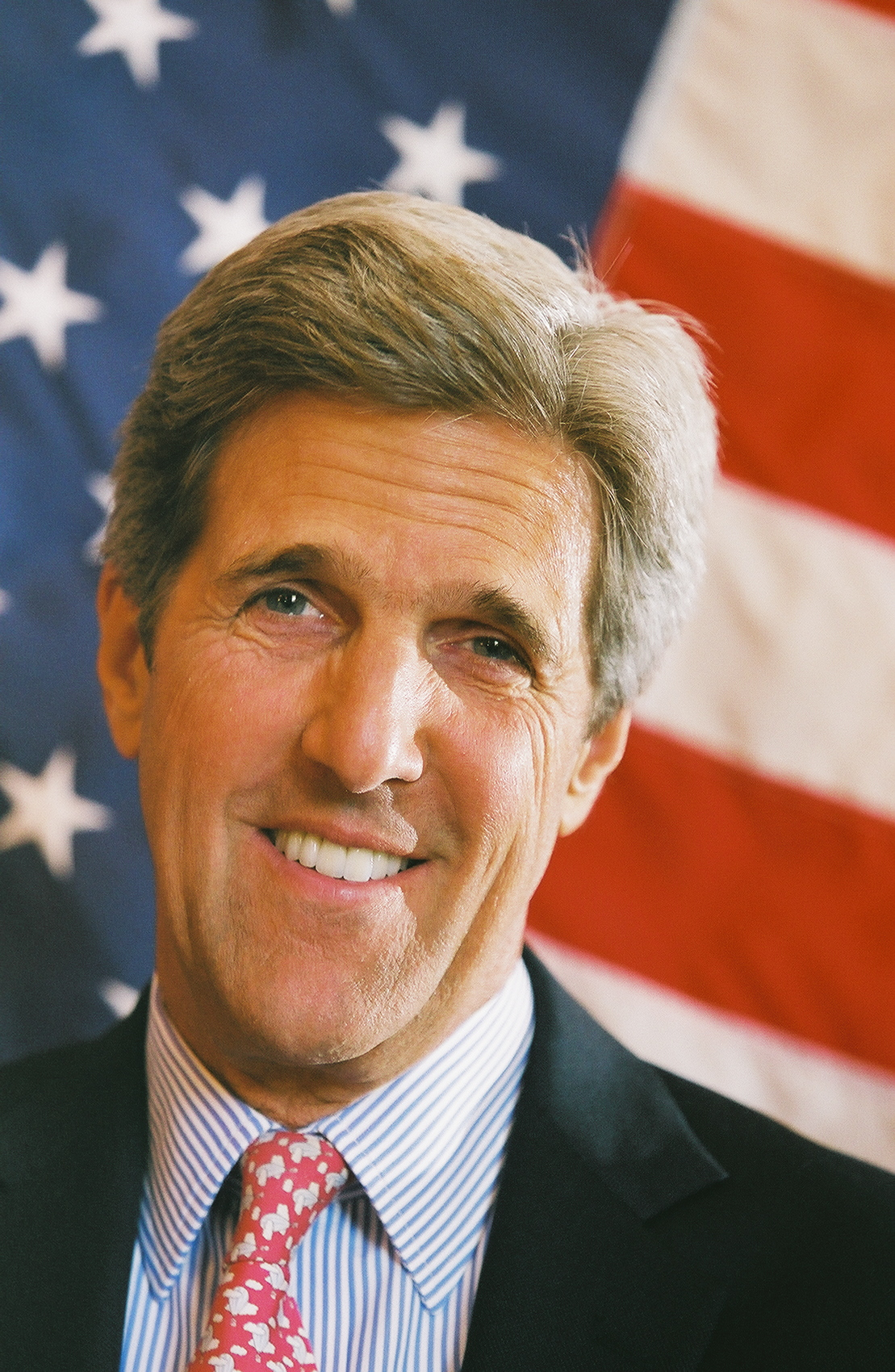
John Kerry (Bones 1966) împotriva lui George W. Bush (Bones 1968) în cursa pentru prezidenție, 2004, prima dată când doi Bonesmen au luptat unul împotriva altuia pentru această funcţie

- David L. Boren (1963), Governor of Oklahoma, U.S. Senator, President of the University of Oklahoma[72][73]
- Frederick W. Smith (1966), fondator al FedEx[74][75]
- John F. Kerry (1966), Senator (D-Massachusetts 1985.present); Locotenent Guvernator de Massachusetts 1983–1985; 2004 candidatul prezidențial al democraților[76]
- Don Schollander, Developer; Author; US Olympic Hall of Fame inductee; Four time Olympic Gold medallist swimmer.[77]
- Victor Ashe (1967), Tenn. State House (1968–1975); Tenn. Senator (1976–1984); primar în Knoxville, Tenn. (1988–2003); numit ambasador al Poloniei (2004-prezent) de George W.George W. Bush[78][79]
- George W. Bush (1968), nepotul lui Prescott Bush; fiul lui George H. W. Bush; al 46-lea Guvernator de Texas; al 43-lea President of the United States. Porecla lui era "Temporary" deoarece el nu a reușit să aleagă un nume.[80]
- Robert McCallum, Jr (1968), Ambasador în Australia[81][82]
- Roy Leslie Austin (1968), numit ambasador în Trinidad și Tobago de George W. Bush[83][84]

- Stephen A. Schwarzman (1969), co-fondator al Blackstone Group[85][86]

#### Anii 1970 până în prezent
- George Lewis, trombonist și compozitor
- Earl G. Graves, Jr. (1984), președintele Black Enterprise[87]
- Edward S. Lampert (1984), fondator al ESL Investments; președinte al Sears Holdings Corporation [87][88]

- Dana Milbank (1990), reporter politic la The Washington Post[89][90][91]
- Austan Goolsbee (1991), staff director to and chief economist of President Barack Obama's Economic Recovery Advisory Board.[92]

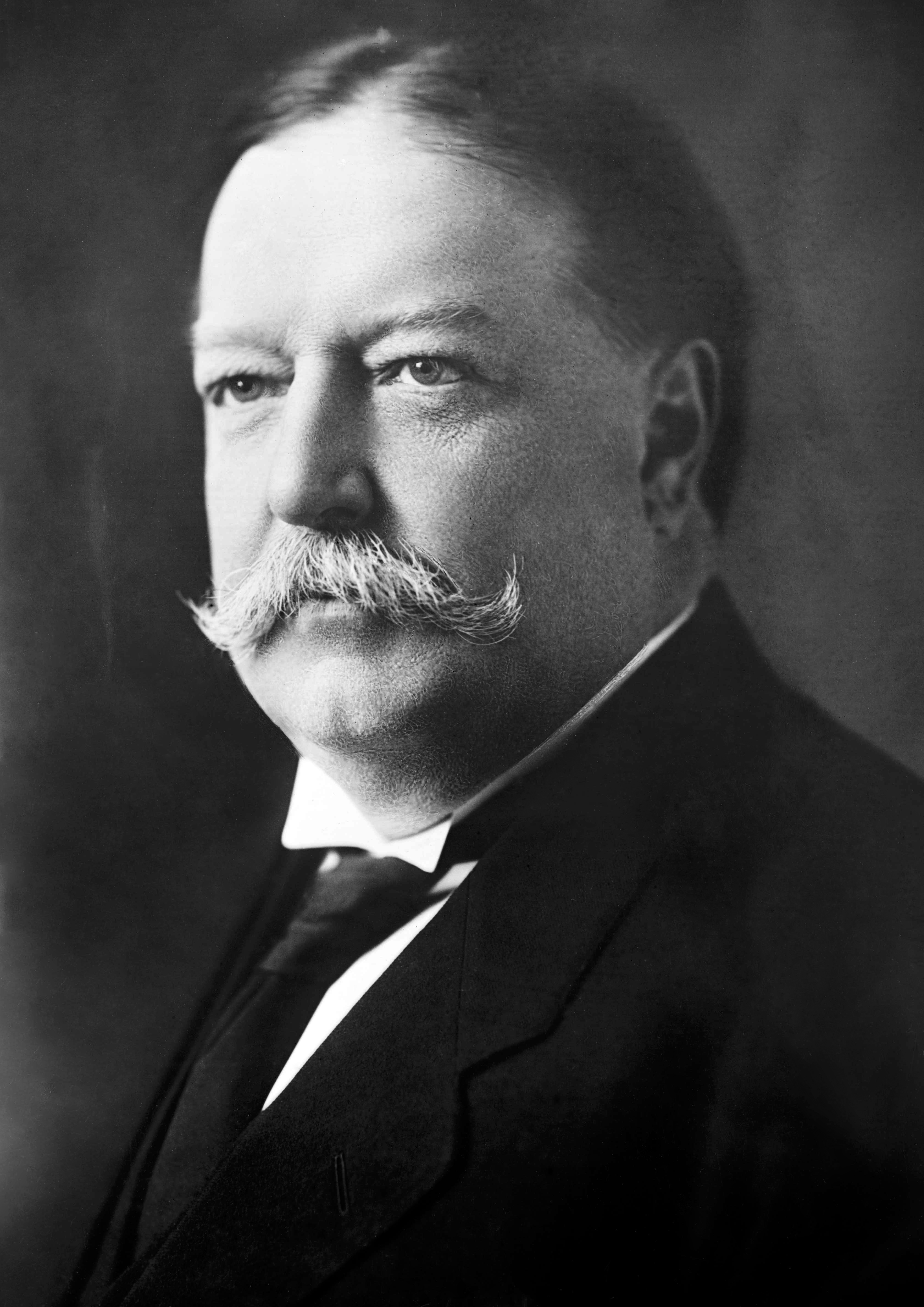
William Howard Taft
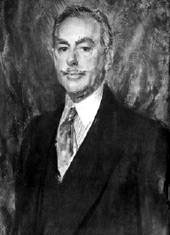
Dean Acheson
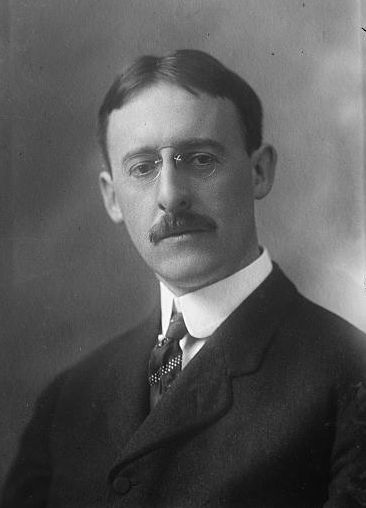
Henry L. Stimson
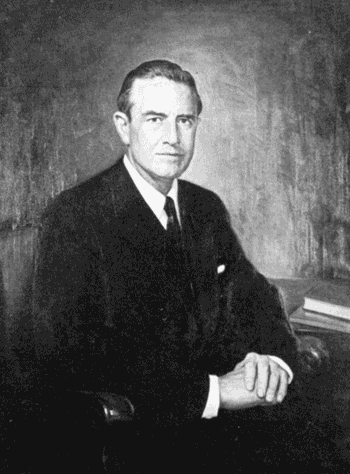
Averell Harriman
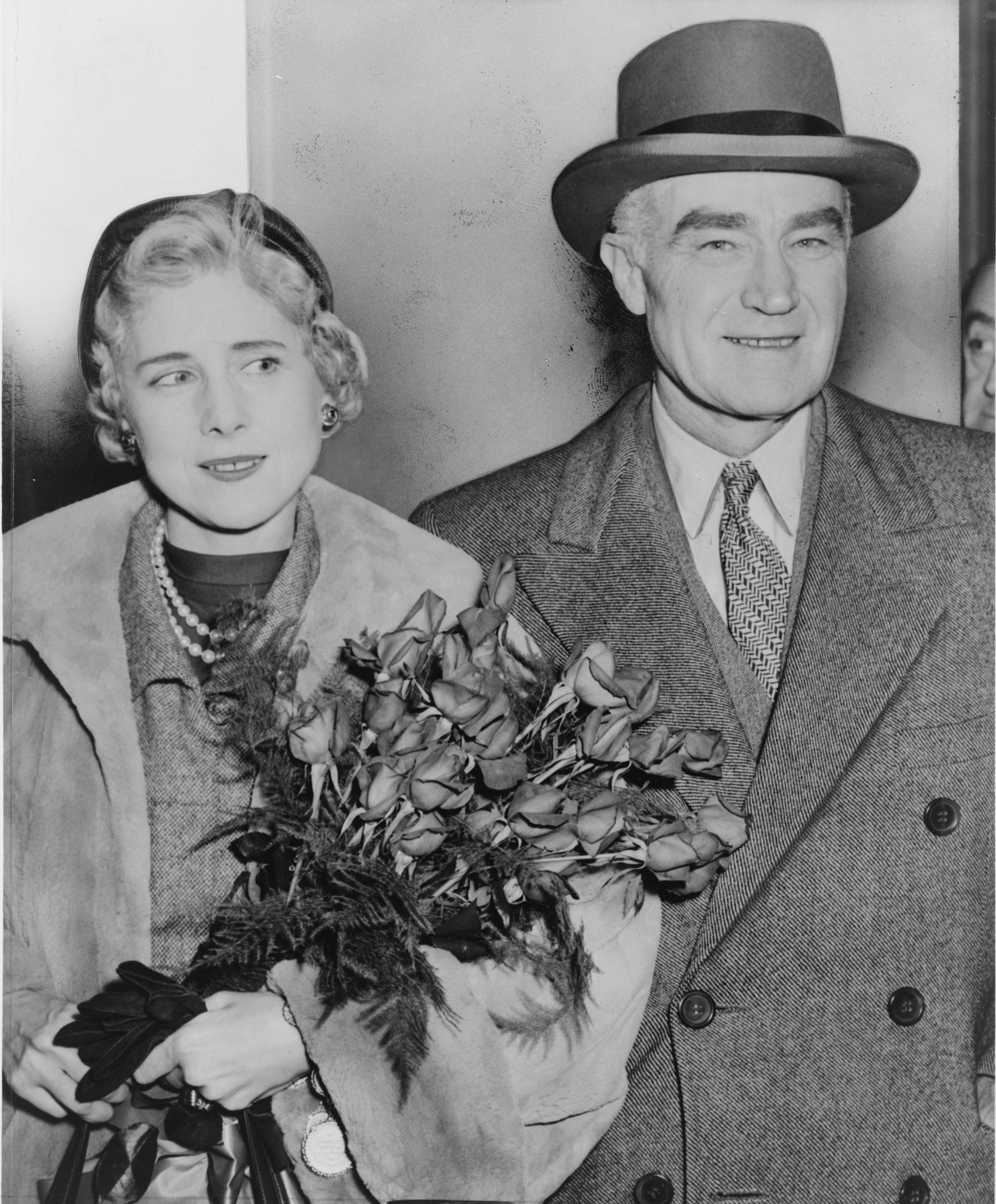
Clare și Henry Luce
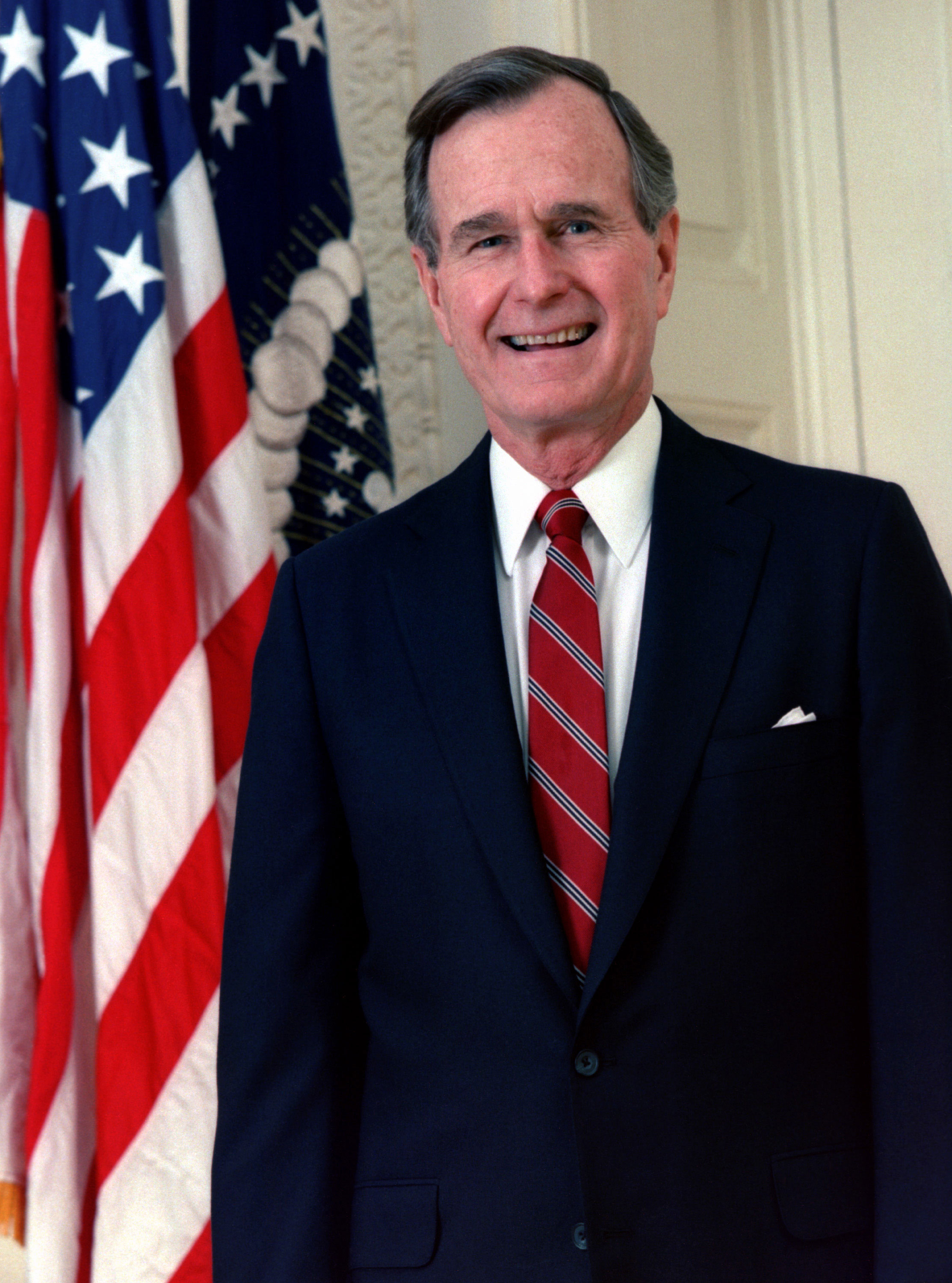
George H.W. Bush
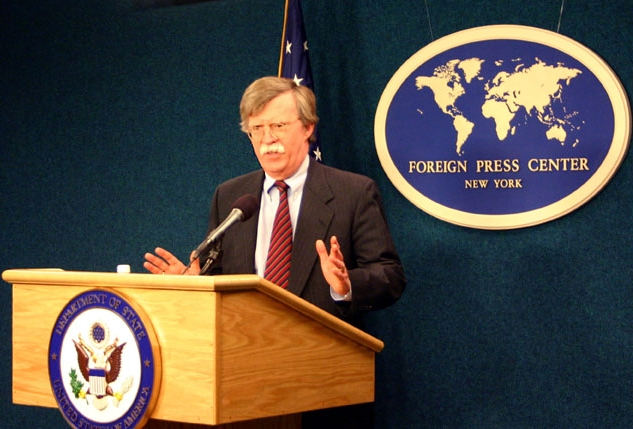
John Bolton
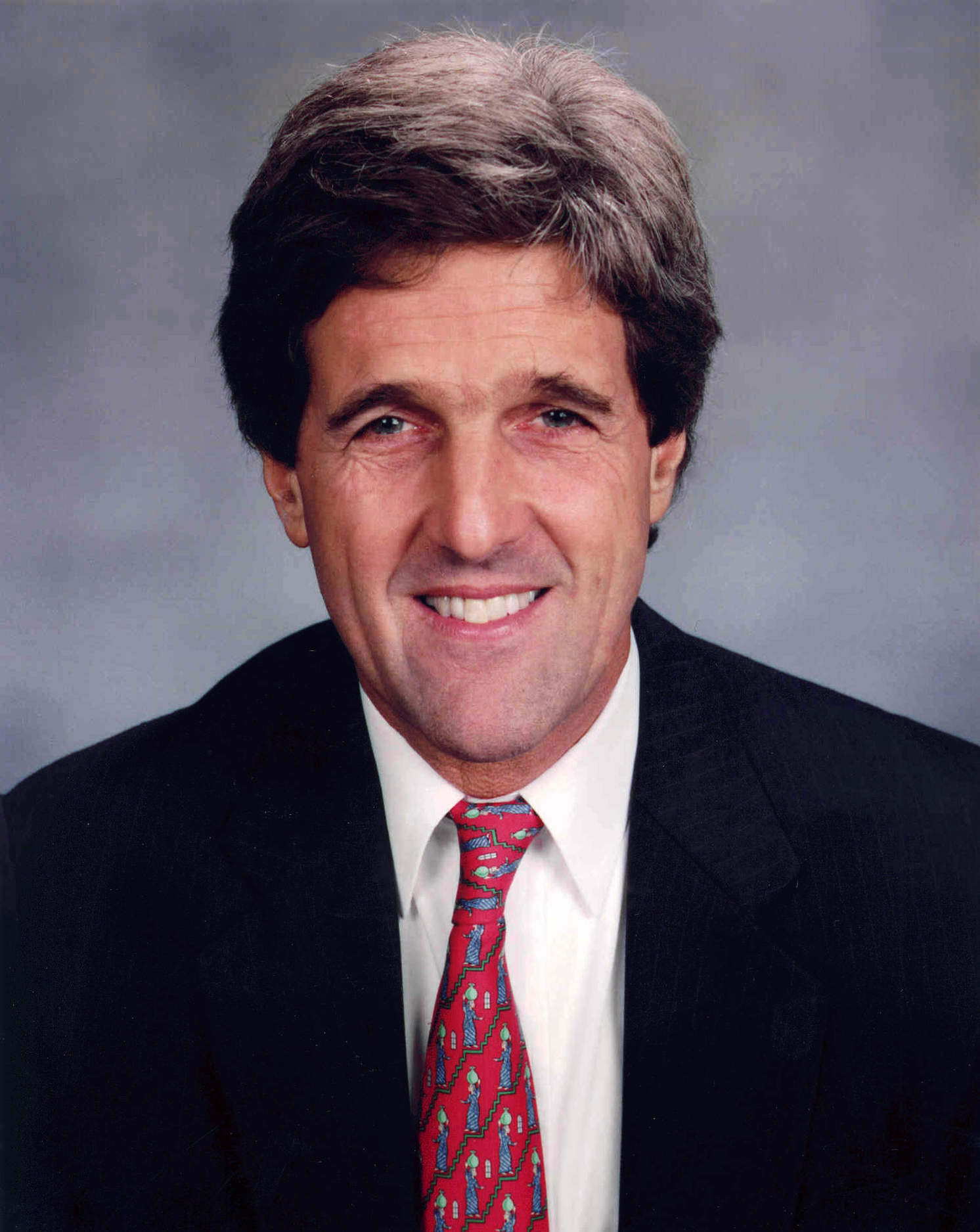
John Kerry
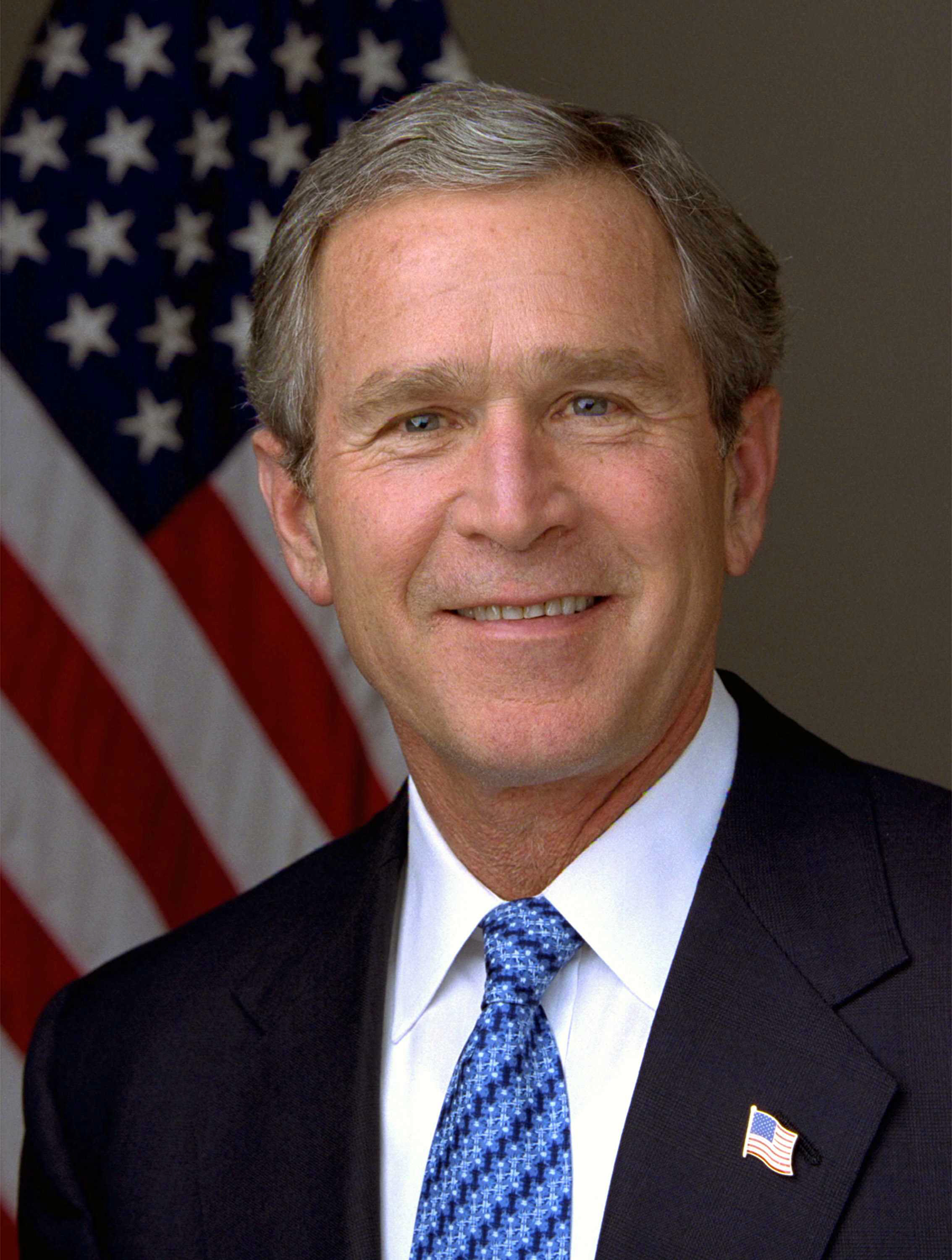
George Bush

## În cultura populară

### În muzică
- Skull and Bones este numele unui album al raper-ului american Cypress Hill, din anul 2000.
- Skull and Bones, grup hard rock [93]

### În filme
- Trilogia The Skulls:
  - 2000: The Skulls I [94]
  - 2002: The Skulls II [95]
  - 2004: The Skulls 3 [96]
- The Good Shepherd [97]